# Экосоциология
Экосоциология или экологическая социология (англ. Environmental sociology) — отрасль социологии, находящаяся на стыке общественных и естественных наук. Экосоциология тесно связана с урбанистикой, теорией местного самоуправления, регионалистикой, рискологией.

## История экосоциологии
Основоположники экологической социологии — Флориан Знанецкий, Роберт Парк, Льюис Вирт и другие (Чикагская школа человеческой экологии) — в 1920-1940-х годах ввели в социологию такие важные понятия как «чужой», «маргинальный человек» и другие. В те же годы русский учёный Владимир Вернадский выдвинул концепцию «биосферы» как социоприродного организма.
Экосоциальные проблемы изучают: в США — Riley Dunlap, в Италии — Mario Diani, в Великобритании — Christopher Rootes и Steve Yearley, в Канаде — Raymond Murphy. Исследовательский комитет «Environment and Society» — один из самых крупных в Международной социологической ассоциации.
В России с начала XX века не прекращаются острые дискуссии об «идеальной» организации городского сообщества (Города-сады 1910-х, дискуссия о соцгороде 1920—1930-х, «Новый элемент расселения» 1950-х, «О генеральном плане Москвы» 1930-х, 1960-х, 1990-х и т. д.). В современной России экосоциальными проблемами занимаются Ольга Аксёнова, Светлана Баньковская, Вячеслав Глазычев, Дмитрий Ефременко, Эдуард Кульпин, Ирина Халий, Ольга Цепилова, Елена Шомина, Олег Яницкий и другие; в секторе социально-экологических исследований института социологии РАН (руководитель профессор Олег Яницкий) изучаются такие темы, как экологическая модернизация и экологическое движение в России, ведётся сравнительный анализ концептуальных подходов к проблеме в России, США и Европе, изучается взаимодействие реальных и виртуальных человеческих сообществ, собирается архив интервью и документов по теме.